# بساتين البصرة
بساتين البصرة، رواية عربية، للروائية المصرية منصورة عز الدين. صدرت الرواية لأوّل مرة عام 2020 عن دار الشروق في مصر، ودخلت في القائمة الطويلة للجائزة العالمية للرواية العربية لعام 2021، المعروفة باسم «جائزة بوكر العربية».